# Taça Brahma dos Campeões
Taça dos Campeões Brasileiros de 1992 (oficialmente Taça Brahma dos Campeões ou apenas Taça Brahma, por motivo de patrocínio) foi um torneio amistoso de futebol, realizado em 12 de agosto de 1992, entre os campeões daquele ano do Campeonato Brasileiro da Série A, o Flamengo, e da Série B, o Paraná. A partida foi realizada em Curitiba, sendo vencida pelo clube carioca na disputa de pênaltis.
Até janeiro de 2013, a lista de títulos do site oficial do Flamengo não a listava (nem mesmo como título amistoso), tendo passado a listá-la posteriormente sob o nome "Taça dos Campeões Brasileiros" e entre seus principais títulos nacionais ou interestaduais.

## Participantes
| Clubes   | Cidade         | Forma de Classificação             |
| Flamengo | Rio de Janeiro | Campeão Brasileiro Série A de 1992 |
| Paraná   | Curitiba       | Campeão Brasileiro Série B de 1992 |

## O jogo
| 12 de agosto | Paraná                          | 2 – 2    | Flamengo                 | Complexo Poliesportivo Pinheirão, Curitiba |
|              | Adoilson 10' · João Antônio 85' | Detalhes | Paulo Nunes · pen' Zinho |                                            |

|                                         |       | Penalidades                                            |  |
| Adoilson Gralak Maurilio Ednelson Saulo | 3 – 4 | Zinho Marcelinho Carioca Rogério Lourenço Luís Antônio |  |

| Paraná | Flamengo |

|                    |    |               |  |  |
|                    |    |               |  |  |
| G                  | 1  | Luis Henrique |  |  |
| LD                 | 2  | Catani        |  |  |
| Z                  | 3  | Servilio      |  |  |
| Z                  | 4  | Gralak        |  |  |
| LE                 | 6  | Ednelson      |  |  |
| V                  | 5  | Roberto Alves |  |  |
| V                  | 8  | João Antônio  |  |  |
| M                  | 7  | Adoilson      |  |  |
| M                  | 10 | Maurilio      |  |  |
| A                  | 9  | Saulo         |  |  |
| A                  | 11 | Serginho      |  |  |
| Substituições:     |    |               |  |  |
| Treinador:         |    |               |  |  |
| Otacilio Gonçalves |    |               |  |  |

|                |    |                    |    |    |
|                |    |                    |    |    |
| G              | 1  | Gilmar             |    |    |
| LD             | 2  | Charles Guerreiro  |    | a' |
| Z              | 3  | Wilson Gottardo    |    |    |
| Z              | 4  | Rogério Lourenço   |    |    |
| LE             | 6  | Piá                |    |    |
| V              | 5  | Júnior             |    |    |
| V              | 8  | Marquinhos         |    | b' |
| M              | 11 | Zinho              |    |    |
| M              | 10 | Júlio Cesar        |    |    |
| A              | 7  | Paulo Nunes        |    | c' |
| A              | 9  | Gaúcho             |    | d' |
| Substituições: |    |                    |    |    |
| V              |    | Fabinho            | a' |    |
| V              |    | Uidemar            | b' |    |
| M              |    | Marcelinho Carioca | c' |    |
| M              |    | Luís Antonio       | d' |    |
| Treinador:     |    |                    |    |    |
| Carlinhos      |    |                    |    |    |

## Premiação
| Taça dos Campeões Brasileiros de 1992 |
| ------------------------------------- |
| Flamengo Campeão (1º título)          |